# アレテューズ級潜水艦
| アレテューズ級潜水艦 | アレテューズ級潜水艦                                                                     |
| -------------------- | ---------------------------------------------------------------------------------------- |
|                      |                                                                                          |
| 艦級概観             |                                                                                          |
| 艦種                 | 潜水艦                                                                                   |
| 艦名                 |                                                                                          |
| 前級                 | ナルヴァル級                                                                             |
| 次級                 | ダフネ級潜水艦                                                                           |
| 性能諸元             |                                                                                          |
| 排水量               | 水上 543トン、水中 669トン                                                               |
| 全長                 | 49.6 m (162 ft 9 in)                                                                     |
| 全幅                 | 5.8 m (19 ft 0 in)                                                                       |
| 吃水                 | 4 m (13 ft 1 in)                                                                         |
| 機関                 | 12気筒ディーゼルエンジン2基 (1,060 hp/790 kW) 電動モーター1基 (1,300 hp/970 kW)、1軸推進 |
| 最大速力             | 水上 12.5ノット (23.2 km/h) 水中 16ノット (30 km/h)                                      |
| 航続距離             |                                                                                          |
| 乗員                 | 39名                                                                                     |
| 兵装                 | 22インチ魚雷発射管4門                                                                    |

アレテューズ級潜水艦 (Classe Aréthuse) は、1950年代に建造されたフランス海軍の通常動力型潜水艦の艦級である。当級は対潜戦のためのハンター・キラー潜水艦として設計され、フランス海軍は当級を Sous-marins de Chasse と呼称した。先進的な探知装置と静粛性を兼ね備えており、第二次世界大戦時のUボート (XXIII型)の影響を受けた。

## 設計
小型で、目立たず静粛性の高いアレテューズ級の主要な任務は沿岸部と海峡における対潜戦だった。艦暦の終わりには、乗組員の練習艦としてフランス海軍潜水艦部隊の設立に貢献した。
同級の武装は4門の艦首魚雷発射管であり、4発を発射管に装填し、手前に4発装備することで8発の短魚雷あるいは機雷を搭載することができた。
同級はシェルブールで建造されると、常に地中海を本拠地として運用された。艦暦はメルス・エル・ケビールに始まり、その後トゥーロンへ配備された。
アレテューズ級は第二次世界大戦後におけるフランスの潜水艦再建の大きな一歩であったが、特殊化と大きさによる制約で建造数は限られ、より多目的で大型のダフネ級潜水艦（800トン級）が、フランス、パキスタン、ポルトガル、スペイン、南アフリカの海軍向けに建造された。

## 同型艦
全艦がシェルブール海軍工廠（Arsenal de Cherbourg)で建造された。
| 艦名              | 進水          | 受領           | 退役                             |
| ----------------- | ------------- | -------------- | -------------------------------- |
| S635 アレテューズ | 1957年11月9日 | 1958年10月23日 | 1979年4月                        |
| S636 アルゴノート | 1957年6月29日 | 1959年2月11日  | 1982年、シテ科学産業博物館に保存 |
| S639 アマゾーヌ   | 1958年4月3日  | 1959年7月1日   | 1980年7月                        |
| S640 アリアーヌ   | 1958年9月12日 | 1960年3月16日  | 1981年3月                        |